# Magnesiumsulfid
Magnesiumsulfid ist eine chemische Verbindung aus der Gruppe der Sulfide. Es liegt in Form eines rötlichen bis rotbraunen Pulvers vor, jedoch ist chemisch reines Magnesiumsulfid farblos.

## Vorkommen
Natürlich kommt Magnesiumsulfid als Bestandteil des in Meteoriten nachgewiesenen Minerals Niningerit vor.

## Gewinnung und Darstellung
Magnesiumsulfid kann durch Reaktion von Schwefel oder Schwefelwasserstoff mit Magnesium gewonnen werden.
{\displaystyle \mathrm {Mg+H_{2}S\longrightarrow MgS+H_{2}} }
Ebenfalls möglich ist die Herstellung aus Magnesiumsulfat durch das Kohlenstoffdisulfid-Verfahren von Tiede und Richter,
{\displaystyle \mathrm {3\ MgSO_{4}+4\ CS_{2}\longrightarrow 3\ MgS+4\ COS+4\ SO_{2}} }
und durch Überleiten von Schwefelwasserstoff über Ammoniumcarnallit.
{\displaystyle \mathrm {NH_{4}Cl\cdot MgCl_{2}\cdot 6H_{2}O+H_{2}S\longrightarrow MgS+2\ HCl+NH_{4}Cl+6\ H_{2}O} }

## Eigenschaften
Die Kristallstruktur von Magnesiumsulfid ist kubisch und entspricht der von Natriumchlorid.
Bei Kontakt mit Wasser oder Feuchtigkeit hydrolysiert Magnesiumsulfid, wobei Magnesiumhydroxid und Magnesiumhydrogensulfid entstehen:
{\displaystyle \mathrm {2\ MgS+2\ H_{2}O\rightarrow \ Mg(OH)_{2}+Mg(SH)_{2}} }

## Verwendung
Magnesiumsulfid wird in Kosmetika als Enthaarungsmittel eingesetzt. Mit Cer und Samarium dotiertes Magnesiumsulfid luminesziert bei Bestrahlung mit UV-Licht nach optischer Stimulierung und wird deshalb als Dosimetermaterial eingesetzt.